# Gabriel Maria Löhr
Gabriel Maria Löhr OP (* 26. Februar 1877 als Heinrich Löhr in Eitorf; † 11. Februar 1961 in Braunsfeld (Köln)) war ein deutscher römisch-katholischer Priester und Theologe.

## Leben
Er studierte Philosophie und Theologie am Generalstudium der Provinz Teutonia in Düsseldorf. Nach der Priesterweihe 1901 lehrte er ab 1922 als Lektor für Kirchen- und Dogmengeschichte (später für Ordensgeschichte) am Düsseldorfer Generalstudium. Von 1934 bis 1951 hatte er an der Université de Fribourg den Lehrstuhl für Kirchengeschichte inne. 1951 ging er nach Deutschland zurück.

## Schriften (Auswahl)
- Die Teutonia im 15 Jahrhundert. Leipzig 1924, OCLC 45972970.
- Die theologischen Disputationen und Promotionen an der Universität Köln im ausgehenden 15. Jahrhundert. Leipzig 1926, OCLC 215264404.
- Die Dominikaner im deutschen Sprachgebiet. Düsseldorf 1927, OCLC 1076072398.
- Die Kapitel der Provinz Saxonia im Zeitalter der Kirchenspaltung 1513–1540. Vechta 1930, OCLC 613079521.
- Die Dominikaner an der Leipziger Universität. Vechta 1934, OCLC 29129814.
- Registrum litterarum pro provincia Saxoniae. Köln 1939, OCLC 601574494.
- Die Kölner Dominikanerschule vom 14. bis 16. Jahrhundert. Köln 1948, OCLC 311551047.